# سویتک
سویتک (انگلیسی: Soitec) شرکت الکترونیک فرانسوی است، که در سال ۱۹۹۲ تأسیس شد.